# Поляков, Евгений Валентинович
Евгений Валентинович Поляков — советский и российский учёный, специалист в области физической химии и радиохимии. Принадлежит к уральской радиохимической школе С. А. Вознесенского, доктор химических наук. Окончил Физтех УПИ (г. Свердловск, ныне Екатеринбург), заведующий лабораторией Физико-химических методов анализа Института химии твердого тела УрО РАН. Внёс вклад в теорию межфазного распределения радионуклидов-микрокомпонентов, теорию дезактивации, развитие методов сорбции. Почётный работник науки и техники Российской Федерации . Ученик Ю. В. Егорова.

## Биография
Образование:
- 1971—1976 — Уральский политехнический институт им. С. М. Кирова (Технология редких, рассеянных и радиоактивных веществ);
- 1977—1981 — Уральский политехнический институт им. С. М. Кирова, Физико-технический факультет, кафедра радиохимии («неорганическая химия», кандидат химических наук);
- 2003—2004 — Институт химии твёрдого тела Уральского отделения Российской Академии Наук («физическая химия», доктор химических наук).

 Учёные степени:
- 1977 — Диплом инженера по специальности «Технология редких, рассеянных и радиоактивных веществ», Уральский политехнический институт им. С. М. Кирова, Свердловск, СССР;
- 1981 — Кандидат наук (неорганическая химия), Уральский политехнический институт им. С. М. Кирова, Свердловск, СССР. Кандидатская диссертация: «Химическое модифицирование как метод изменения сорбционной селективности» (русский яз.); рук. Профессор, д.х.н. Юрий Вячеславович Егоров.
- 2004 — Доктор химических наук (физическая химия), Институт химии твёрдого тела Уральского отделения РАН, Екатеринбург, РФ. Докторская диссертация: «Реакции ионных и коллоидных форм микроэлементов в водных растворах», рецензенты: член-корр. РАН Игорь Витальевич Мелихов, профессор, д.х.н. Владимир Михайлович Жуковский, профессор д.х.н. Юрий Николаевич Макурин.

Должности:
- 1977—1986 — научный сотрудник, Уральский политехнический институт им. С. М. Кирова, Физико-технический факультет, кафедра радиохимии, Свердловск;
- 1986—1987 — доцент, Уральский политехнический институт им. С. М. Кирова, Физико-технический факультет, кафедра радиохимии, Свердловск;
- 1988—1994 — старший научный сотрудник лаборатории физико-химических методов анализа, Институт химии твёрдого тела УрО РАН, Екатеринбург;
- С 1994 — заведующий лабораторией физико-химических методов анализа , Институт химии твёрдого тела УрО РАН, Екатеринбур;
- 2004 — 2023 - заместитель директора (по научной работе), Институт химии твёрдого тела УрО РАН, Екатеринбург.
- C 2023 - заведующий лабораторией физико-химических методов анализа Института, главный научный сотрудник.
- C 2010 — член редколлегии журнала «Радиохимия».

## Публикации
- Е. В. Поляков. Соотношение периодичности и монотонности в системе химических элементов. ИХТТ УрО РАН. Екатеринбург. 1997, 234 с;
- Е. В. Поляков. Реакции ионно-коллоидных форм микрокомпонентов и радионуклидов в водных растворах. ИХТТ УрО РАН. 2003. 279 с;
- Е. В. Поляков, Ю. В. Егоров. Современные методы определения физико-химического состояния микроэлементов в природных растворах. //Успехи химии. 2003, Т.72. № 11, с.121-135;
- E.V. Polyakov, Yu. V.Egorov, G. N. Ilves Physico-chemical modeling of the sorption reactivity of true trace colloids. // Czechoslovak Journal of Physics. V. 49. Suppl. S1. 1999. P.773 — 781;
- Е. В. Поляков., Р. Н. Плетнёв. Степень металличности химических связей и температура фазовых переходов первого рода/ ЖФХ. 1999. Т.73. № 12. С.2116-2118;
- Е. В. Поляков. Коллоидно-химическая экстракция микрокомпонентов из водной фазы./Радиохимия. 2000. Т.42. № 5. С.423-426;
- E.V. Polyakov, G.P. Shveikin, Т. А.Denisova, I.G.Grigorov, А.P. Shtin. Hierarchy of sizes and sorption selectivity of ultrafine particles of hydrated titania./ Int. J. Nanotechnology, 2004, Vol. 3, No. 1, pp. 232—239.
- Е. В. Поляков. Поведение ионных и коллоидных форм микроэлементов в растворах гуминовых кислот при коллоидно-химической экстракции. Радиохимия. 2007. Т. 49. № 4. С. 378—384.
- E.V. Polyakov, N. A. Khlebnikov, V. T. Surikov, A. V. Trapesnikov, V. N. Udachin, V. P. Remez. Radioprotection. Radionuclides behavior in natural water estimate based upon determination physicochemical state of their stable chemical analogs. Radioprotection. 2009. Т. 44. № 5. С. 209—215.
- E.V. Polyakov, I.V. Volkov, V.T. Surikov, L.A. Perelyaeva. Solubility of monazite chemical components in humic acid solutions. J. Radioanalytical and Nuclear Chemistry. 2011. V. 286. Issue 3. P. 707—711.
- Н. А. Хлебников, Е. В. Поляков, С. В. Борисов, О. П. Шепатковский, И. Г. Григоров, М. В. Кузнецов, С. В. Смирнов, П. П. Матафонов. Модифицирование трековых мембран нанесением неорганических покрытий методом ионно-плазменного напыления. Серия. Критические технологии. Мембраны, 2010, № 2(46), сс.15-24
- E. V. Polyakov, L. G. Maksimova, V. N. Krasil’nikov, V. A. Zhilyaev, T. A. Timoshchuk, O. N. Ermakova, Academician G. P. Shveikin, and I. V. Nikolaenko. Thermally Stimulated Transformation of Micellar Tungsten Glycolate into Nanodisperse Tungsten Carbide. Doklady Physical Chemistry, 2010, Vol. 434, Part 1, pp. 154—157.
- N. A. Khlebnikov, E. V. Polyakov, S. V. Borisov, O. P. Shepatkovskii, I. G. Grigorov, M. V. Kuznetsov, G. P. Shveikin, S. V. Smirnov, P. P. Matafonov, A. V. Trapeznikov, M. Ya. Chebotina, and V. P. Guseva. Possibilities of Using Composite Track Membranes with Nitride Coating for Fractionation of microelements in Natural Water. Radiochemistry, 2011, Vol. 53, No. 1, pp. 103—109.
- В. Л. Кожевников, Е. В. Поляков. Сравнительная эффективность научного труда в некоторых национальных академиях наук. Вестник УрО РАН. 2010, № 4(34), сс.3-8.
- Е. В. Поляков, Ю. В. Егоров. История научных исследований Уральского отделения РАН и УрФУ в области радиохимии. Вестник УрО РАН. 2013., № 1(43), с.51-65.
- Polyakov E. V., Ioshin A. A., Volkov I. V. (2019) Competitive Adsorption as a Physicochemical Ground for Self-Sufficient Decontamination Areas from Radioactive Pollutants. In: Gupta D., Voronina A. (eds) Remediation Measures for Radioactively Contaminated Areas. Springer, Cham
- Coupling of Competitive Sorption and Membrane Separation for Autonomous Remediation of Radionuclide-Contaminated Areas (E V Polyakov, A A Ioshin, and I V Volkov) in/ World Scientific Series on Advances in Environmental Pollution Management: Volume 2. Radionuclide Uptake in Food and Consequences for Humans. https://doi.org/10.1142/13969 | March 2025. Edited by: Dharmendra K Gupta and Clemens Walther